# Friday the 13th Part VIII: Jason Takes Manhattan
Friday the 13th Part VIII: Jason Takes Manhattan é um filme de terror norte-americano de 1989, do subgênero slasher, escrito e dirigido por Rob Hedden, em sua estreia na direção. É a oitava sequência da série Sexta-Feira 13 e mostra Jason Voorhees perseguindo um grupo de universitários em um navio a caminho da cidade de Nova York e, posteriormente, na própria cidade. Foi o último filme da franquia distribuído pela Paramount Pictures nos Estados Unidos até 2009, sendo as sequências seguintes distribuídas pela New Line Cinema.
De acordo com o documentário New York Has a New Problem: The Making of Friday the 13th VIII: Jason Takes Manhattan, esta foi outra sequência destinada a ser o último filme da série. Recebeu atenção especial por sua primeira campanha de divulgação, que consistia num pôster que mostrava Jason Voorhees cortando com uma faca o logotipo "I Love New York", das agências de turismo nova-iorquinas, sendo esta campanha posteriormente recolhida após o comitê de turismo de Nova York apresentar uma queixa contra a Paramount Pictures. Lançado em 28 de junho de 1989, o filme arrecadou 14,3 milhões de dólares nas bilheterias norte-americanas, a segunda menor bilheteria de um filme da franquia nos Estados Unidos. Foi a sequência mais criticada da série na época e é seguida por Jason Goes to Hell: The Final Friday.

## Sinopse
Um ano após a conclusão do filme anterior, o serial killer sobrenatural Jason Voorhees é ressuscitado quando a âncora de um barco arrasta um cabo elétrico por sobre o seu cadáver. Ele entra no barco, onde os estudantes de ensino médio Jim Miller e Suzie Donaldson estão fazendo sexo. Usando uma máscara de hóquei, Jim assusta Suzie, mas acaba sendo morto por Jason com um arpão. O assassino também mata Suzie quando ela tenta se esconder numa escotilha.
Na manhã seguinte, o Lázaro SS está pronto para zarpar com destino a Nova York, com uma turma de formandos da Lakeview High School a bordo, acompanhados pelo professor de biologia Charles McCulloch e Van Colleen Deusen, que traz sua sobrinha Rennie na viagem, apesar de seu medo de água. Jason foge e mata a bordo a aspirante a estrela do rock JJ com a própria guitarra dela, antes de se esconder no interior do navio. Naquela noite, depois de uma luta de boxe, um jovem boxeador que perdeu para o campeão Julius Gaw é morto quando Jason bate uma pedra de sauna em seu abdômen. Enquanto isso, Rennie, em busca de seu cachorro Toby, descobre a rainha do baile Tamara e a inteligente Eva usando drogas. McCulloch quase as pega em flagrante momentos depois e Tamara tenta empurrar Reenie ao mar suspeitando que ela as delatou. Ela, então, usa o estudante de vídeo Wayne para gravar um momento comprometedor entre ela e McCulloch, mas rejeita os avanços de Wayne. Ela vai tomar um banho e Jason a ataca em sua cabine, matando-a com um caco de espelho.

Uma gangue de punks desafia Jason em uma rua de Manhattan.

Rennie começa a ter visões de um jovem Jason por todo o navio, e os outros ignoram os avisos do marinheiro de que ele está a bordo. Mata o capitão Robertson e o filho deste, Sean, descobre o corpo, alarma aos outros e pede uma parada de emergência no navio. Eva procura Tamara e a encontra morta, sendo então perseguida por Jason para o salão de dança, onde é estrangulada até a morte. Os estudantes decidem encontrar Jason enquanto McCulloch decide que é o responsável pela tripulação a bordo, até encontrar Jason e ser morto com uma machadada. Um dos estudantes, Miles é morto quando Jason derruba-o sobre mastro e Jullius é derrubado na água. Wayne descobre Jason no porão do navio e é jogado numa caixa elétrica, seu corpo pega fogo, o que desencadeia uma cadeia de eventos que faz com que o navio comece a afundar. McCulloch, Van Deusen, Rennie e Sean fogem numa jangada  descobrem que Toby e Jullius também estão vivos.
Eles remam para Nova York, onde Jason os segue e persegue pelas ruas. Rennie é sequestrada por uma dupla de punks e o grupo se divide para encontrar ajuda, Julius tenta lutar contra Jason, com sua habilidade de boxe, mas tem sua cabeça removida em um único soco de Jason. Rennie escapa de Jason quando ele mata os punks que a sequestraram e corre para Sean, eles se unem com os professores e com a polícia, depois de Jason matar o oficial que os ajudava, Rennie assume o controle e bate o carro depois de ter uma visão sobre Jason. Van Deusen é imolado no carro quando este explode, mas antes revela que McCulloch é responsável pelo medo de Rennie de água depois de empurrá-la para dentro do lago quando ela era criança. Eles o deixam para trás e Jason ataca, afogando-o em um barril de resíduos. Ele persegue Rennie e Sean até o metrô, onde Sean o detém arremessando-o nos trilhos elétricos. O assassino revive e os persegue pela Times Square, onde tentam se esconder num restaurante. Em seguida, eles fogem para baixo para os esgotos, que serão inundados com resíduos tóxicos à meia-noite. Sean está lesionado e Rennie chama por Jason e fere-o severamente com um pouco de resíduos ácidos. Ela e Sean sobem a escada como a inundação dos esgotos, que faz com que Jason desapareça, aparecendo em seu lugar uma criança morta.
Deixando os esgotos, Rennie e Sean se reúnem com Toby que estava perdido até então, e olhando para o nascer do sol, estão prontos para começar uma nova vida juntos.

## Elenco
| Atriz / Ator           | Personagem                      |
| ---------------------- | ------------------------------- |
| Jensen Daggett         | Rennie Wickham                  |
| Amber Pawlick          | Rennie Wickham (Jovem)          |
| Scott Reeves           | Sean Robertson                  |
| Kane Hodder            | Jason Voorhees                  |
| Timothy Burr Mirkovich | Jason Voorhees (Jovem)          |
| Peter Mark Richman     | Charles McCulloch               |
| Sharlene Martin        | Tamara Mason                    |
| Barbara Bingham        | Colleen Van Deusen              |
| Vincent Craig Dupree   | Julius Gaw                      |
| Martin Cummins         | Wayne Webber                    |
| Alex Diakun            | Deck Hand                       |
| Warren Munson          | Admiral Robertson               |
| Fred Henderson         | Chefe de Engenharia Jim Carlson |
| Gordon Currie          | Miles Wolfe                     |
| Kelly Hu               | Eva Watanabe                    |
| Saffron Henderson      | J.J. Jarret                     |
| Todd Caldecott         | Jim Miller                      |
| Tiffany Paulsen        | Suzie Donaldson                 |
| Ace                    | Toby                            |

## Produção

### Pré-produção
"Do jeito que eu imaginei, no primeiro terço do filme nós estaríamos no barco, então iríamos para Nova York no final do Primeiro Ato. Tudo em Nova York seria bastante explorado. Haveria uma cena espetacular na Ponte do Brooklyn, uma luta de boxe no Madison Square Garden, Jason passaria por lojas de departamento, peças da Broadway. Ele até rastejaria até o topo da Estátua da Liberdade e mergulharia".

— Rob Hedden, diretor e roteirista, sobre suas ideias iniciais para o filme.
Para esconder o fato de que se tratava de um filme da série Sexta-Feira 13, a primeira versão do roteiro circulou com o título Ashes to Ashes. Pretendendo seguir na série, o diretor da Parte 7, John Carl Buechler, queria continuar a história de Tina Shepard, que seria condenada à prisão por todos a culparem pelas mortes de The New Blood. Por sua vez, Lar Park Lincoln, a intérprete de Tina, sugeriu que a personagem deveria retornar um pouco mais velha, trabalhando como profissional de saúde mental para adolescentes problemáticos, um conceito semelhante ao de A Nightmare on Elm Street 3: Dream Warriors. A atriz até escreveu um roteiro a partir dessa ideia, em parceria com o próprio marido, que era fã de filmes de terror. No entanto, tanto Buechler quanto Lincoln tiveram seus conceitos recusados pela Paramount Pictures e desistiram do projeto.
Na época, a Paramount Pictures estava com dificuldades de encontrar roteiristas para o programa televisivo Friday the 13th - The Series e Rob Hedden, que já havia trabalhado como roteirista para a empresa na série MacGyver, foi um dos que se disponibilizou para a função. No entanto, Hedden exigiu que também pudesse dirigir alguma produção da companhia. A Paramount inicialmente hesitou em aceitar a proposta, mas acabou cedendo e, assim, Hedden conseguiu fazer sua estreia na direção em Jason Takes Manhatan. Foi do próprio Hedden que partiu a ideia de tirar Jason de Crystal Lake e levá-lo para a cidade grande, enquanto que o produtor executivo Frank Mancuso Jr. determinou que Manhattan seria a cidade visitada por Jason.

### Filmagens
As filmagens foram realizadas em sete localidades dos Estados Unidos, mas as principais locações estavam situadas na Colúmbia Britânica, Canadá, principalmente em Vancouver. As cenas do beco foram filmadas em Los Angeles. Terminadas as filmagens em Los Angeles, todas as demais cenas foram realizadas em locações situadas na cidade de Nova York, incluindo a Times Square. De acordo com o diretor Rob Hedden, o custo de produção em Nova York era muito alto para o orçamento do filme, daí muitas cenas terem sido filmadas em outros lugares.
No Canadá, três dias antes do início das filmagens, um conflito de agendamento fez com que a equipe perdesse o cruzeiro onde seria filmada a primeira parte do longa-metragem. A solução encontrada foi o uso de três navios diferentes, sendo que um deles era constantemente interditado por responsáveis pelo cais em função de dívidas acumuladas pelo proprietário da embarcação. Outro barco, por não ter origem canadense, era legalmente impossibilitado de navegar no país transportando uma equipe de filmagem. Assim, foi necessário carregar o navio com sacos de batata, simulando a importação desse produto para o Canadá, a fim de transportar a equipe com segurança.
O diretor Hedden tentou de várias formas convencer Jensen Daggett, intérprete da protagonista Rennie, a realizar uma cena de nudez, mas a atriz não aceitou de maneira nenhuma. Todavia, Sharlene Martin concordou em fazer uma cena de nudez no banho, mas não se sentia nem um pouco confortável durante a filmagem. Para ilustrar como era fácil, o próprio diretor tirou a roupa e entrou no chuveiro, indicando à atriz como a cena deveria ser feita, mas Hedden não percebeu que a câmera estava ligada naquele momento. No dia seguinte, ele teve que dar explicações sobre aquela situação, após o registro ter sido visto pela equipe.
Na sequência da luta entre Jason e Julius num beco nova-iorquino, Kane Hodder pediu que o ator Vincent Craig Dupree realmente o esmurrasse, a fim de transmitir maior realismo na cena. O ator infantil original que interpretaria a versão jovem de Jason não conseguiu realizar as cenas subaquáticas e teve de ser dispensado projeto. Coincidentemente, o menino Timothy Burr Mirkovich, sem experiência em atuação e filho do editor do filme Steve Mirkovich, estava visitando o set naquela ocasião e acabou assumindo o papel.

O polêmico pôster original de divulgação do filme, recolhido após o comitê de turismo de Nova York apresentar queixa contra a Paramount.

### Pós-produção
O corte original do filme tinha mais de duas horas de duração e apresentava diversas cenas destinadas a aprofundar um pouco mais a personalidade dos personagens, a fim de fazer o público se importar com a morte deles. De acordo com o comentário de Hedden para a versão em DVD do filme, essas cenas perdidas incluíam: várias cenas adicionais com Tamara e Eva, uma cena no começo em que Sean fica desapontado ao ouvir que Rennie não estaria a bordo; várias cenas mostrando o passado de Milles como mergulhador olímpico; uma conversa mais longa entre Colleen e Rennie antes desta ser empurrada para dentro d'água, Eva encontrando-se com o grupo na ponte e depois saindo para encontrar Tamara, e um plano de Rennie tocando Jason após este ser eletrocutado nos trilhos da ferrovia.

### Controvérsia promocional
O primeiro pôster de divulgação do filme lançado pela Paramount Pictures mostrava Jason cortando com uma faca o logotipo "I Love New York", base das campanhas publicitárias das agências de turismo nova-iorquinas. O pôster chegou a ser distribuído, porém, foi substituído mais tarde por uma versão sem o logotipo, após o Comitê de Turismo da Cidade de Nova York apresentar uma queixa à Paramount Pictures. O pôster substituto mostrava uma imagem de Jason se aproximando do horizonte de Nova York.

## Trilha sonora
A trilha sonora do filme foi composta por Fred Mollin, que já havia trabalhado com Harry Manfredini, compositor de longa data da série Sexta-Feira 13, na sequência anterior. Em 27 de setembro de 2005, a BSX Records lançou um CD em edição limitada como as partituras de Fred Mollin para Friday the 13th Part VII e  Friday the 13th Part VIII.
A música "The Darkest Side of the Night", interpretada por uma dupla chamada Metropolis, toca durante os créditos iniciais e finais do filme. Rob Hedden queria especificamente que os compositores criassem uma música que lembrasse Robert Plant. A música permaneceu sem lançamento oficial até o ano 2000, quando foi lançada no álbum The Power of the Night.
A canção "Broken Dream", tocada pela personagem J.J. em sua guitarra elétrica, foi escrita por Mollin e Stan Meissner e apresenta os vocais de uma cantora canadense chamada Terri Crawford. A instrumental "J.J's Blues" foi escrita por Meissner. As duas músicas continuam populares entre os fãs e, quando um fã perguntou a Meissner se elas poderiam ser lançadas, ele respondeu que nenhuma versão completa das músicas foi gravada, já que os produtores nunca tiveram a intenção de lançá-las fora do filme. Apesar disso, uma versão instrumental mais longa da canção toca durante a cena do clube no primeiro episódio da primeira temporada da série televisiva canadense Forever Knight (1992).

## Lançamento e recepção

### Bilheteria
Friday the 13th Part VIII: Jason Takes Manhattan estreou em 28 de julho 1989 nos Estados Unidos. O filme ficou em quinto lugar nas bilheterias em seu fim de semana de estreia, arrecando 6,2 milhões de dólares. Na época de sua estreia, o filme enfrentou uma forte concorrência de outro grande lançamento do gênero, o filme A Nightmare on Elm Street 5: The Dream Child. Por fim, arrecadaria um total de 14,3 milhões de dólares nas bilheterias dos EUA, ocupando o 70º lugar na lista dos 100 filmes com maior retorno financeiro daquele ano, e tornando-se o segundo filme da franquia Sexta-Feira 13 com menor bilheteria, atrás de Jason X (2001). O baixo retorno financeiro do filme intensificou o declínio que a série como um todo vinha sofrendo, fazendo a Paramount vender os direitos da franquia para a New Line Cinema, tendo as duas empresas distribuído juntas o reboot de 2009.

### Crítica
Em seu comentário de áudio encontrado na coleção em DVD da franquia, o diretor Rob Hedden, reconhece as falhas da produção e concorda que mais cenas do filme deveriam ter sido filmadas em Manhattan, alegando que problemas orçamentários e de cronograma impediram que isso se concretizasse.
No agregador de críticas cinematográficas Rotten Tomatoes, Jason Takes Manhattan tem um percentual de aprovação de apenas 8% e uma média de classificação de 3/10, com base em 24 análises de críticos especializados. A Entertainment Weekly o classificou como a oitava pior sequência já produzida. Por outro lado, o crítico de cinema Leonard Maltin, fez uma crítica mais positiva, concedendo ao filme 2 de 4 estrelas e se referindo ao mesmo como o melhor da série. Maltin elogiou a direção imaginativa do filme, mas criticou sua duração, considerando-o muito longo.